# L'Isle-Adam
L'Isle-Adam és un municipi francès, situat al departament de Val-d'Oise i a la regió de Illa de França. L'any 2007 tenia 11.466 habitants.
Forma part del cantó de L'Isle-Adam, del districte de Pontoise i de la Comunitat de comunes de la Vallée de l'Oise et des Trois Forêts.

## Demografia

### Població
El 2007 la població de fet de L'Isle-Adam era d'11.466 persones. Hi havia 4.927 famílies, de les quals 1.640 eren unipersonals (638 homes vivint sols i 1.002 dones vivint soles), 1.392 parelles sense fills, 1.402 parelles amb fills i 493 famílies monoparentals amb fills.
La població ha evolucionat segons el següent gràfic:
Habitants censats

### Habitatges
El 2007 hi havia 5.409 habitatges, 5.030 eren l'habitatge principal de la família, 73 eren segones residències i 305 estaven desocupats. 2.717 eren cases i 2.623 eren apartaments. Dels 5.030 habitatges principals, 3.063 estaven ocupats pels seus propietaris, 1.852 estaven llogats i ocupats pels llogaters i 115 estaven cedits a títol gratuït; 240 tenien una cambra, 674 en tenien dues, 1.095 en tenien tres, 1.161 en tenien quatre i 1.860 en tenien cinc o més. 3.604 habitatges disposaven pel capbaix d'una plaça de pàrquing. A 2.611 habitatges hi havia un automòbil i a 1.799 n'hi havia dos o més.

### Piràmide de població
La piràmide de població per edats i sexe el 2009 era:
| Homes | Edats   | Dones |
| ----- | ------- | ----- |
| 0     | 95 o +  | 4     |
| 4     | 90 a 94 | 68    |
| 32    | 85 a 89 | 100   |
| 68    | 80 a 84 | 92    |
| 168   | 75 a 79 | 284   |
| 164   | 70 a 74 | 192   |
| 292   | 65 a 69 | 264   |
| 208   | 60 a 64 | 280   |
| 312   | 55 a 59 | 340   |
| 444   | 50 a 54 | 512   |
| 428   | 45 a 49 | 424   |
| 360   | 40 a 44 | 472   |
| 364   | 35 a 39 | 344   |
| 404   | 30 a 34 | 392   |
| 384   | 25 a 29 | 348   |
| 312   | 20 a 24 | 308   |
| 428   | 15 a 19 | 396   |
| 432   | 10 a 14 | 320   |
| 304   | 5 a 9   | 340   |
| 292   | 0 a 4   | 276   |

## Economia
El 2007 la població en edat de treballar era de 7.629 persones, 5.759 eren actives i 1.870 eren inactives. De les 5.759 persones actives 5.243 estaven ocupades (2.719 homes i 2.524 dones) i 516 estaven aturades (265 homes i 251 dones). De les 1.870 persones inactives 601 estaven jubilades, 704 estaven estudiant i 565 estaven classificades com a «altres inactius».

### Ingressos
El 2009 a L'Isle-Adam hi havia 4.884 unitats fiscals que integraven 11.340 persones, la mediana anual d'ingressos fiscals per persona era de 25.769 €.

### Activitats econòmiques
Dels 777 establiments que hi havia el 2007, 3 eren d'empreses extractives, 6 d'empreses alimentàries, 2 d'empreses de fabricació de material elèctric, 1 d'una empresa de fabricació d'elements pel transport, 11 d'empreses de fabricació d'altres productes industrials, 57 d'empreses de construcció, 176 d'empreses de comerç i reparació d'automòbils, 24 d'empreses de transport, 66 d'empreses d'hostatgeria i restauració, 33 d'empreses d'informació i comunicació, 36 d'empreses financeres, 36 d'empreses immobiliàries, 119 d'empreses de serveis, 156 d'entitats de l'administració pública i 51 d'empreses classificades com a «altres activitats de serveis».
Dels 164 establiments de servei als particulars que hi havia el 2009, 1 era una oficina d'administració d'Hisenda pública, 1 oficina de correu, 10 oficines bancàries, 3 funeràries, 8 tallers de reparació d'automòbils i de material agrícola, 1 taller d'inspecció tècnica de vehicles, 1 establiment de lloguer de cotxes, 5 autoescoles, 7 paletes, 11 guixaires pintors, 4 fusteries, 9 lampisteries, 10 electricistes, 6 empreses de construcció, 14 perruqueries, 1 veterinari, 50 restaurants, 13 agències immobiliàries, 2 tintoreries i 7 salons de bellesa.
Dels 78 establiments comercials que hi havia el 2009, 1 era, 2 supermercats, 1 una botiga de més de 120 m², 6 fleques, 3 carnisseries, 1 una carnisseria, 3 llibreries, 32 botigues de roba, 3 botigues d'equipament de la llar, 4 sabateries, 3 botigues d'electrodomèstics, 3 botigues de mobles, 2 botigues de material esportiu, 3 perfumeries, 5 joieries i 6 floristeries.

## Equipaments sanitaris i escolars
El 2009 hi havia 2 hospitals de tractaments de curta durada, 1 hospital de tractaments de mitja durada (seguiment i rehabilitació, 1 un hospital de tractaments de llarga durada, 2 psiquiàtrics, 1 maternitat, 6 farmàcies i 1 ambulància.
El 2009 hi havia 3 escoles maternals i 4 escoles elementals. A L'Isle-Adam hi havia 2 col·legis d'educació secundària i 1 liceu d'ensenyament general. Als col·legis d'educació secundària hi havia 1.120 alumnes i als liceus d'ensenyament general 947.

## Poblacions més properes
El següent diagrama mostra les poblacions més properes.